# Norma Foley
Norma Foley (Tralee, 1970) is een Iers politica namens de partij Fianna Fáil. Sinds 2020 maakt zij deel uit van de Ierse regering, aanvankelijk als minister van Onderwijs in het kabinet-Martin-Varadkar en sinds 2025 als minister van Jeugd en Gelijkheid in het kabinet-Martin-Harris. Eveneens zetelt zij sinds 2020 als Teachta Dála (TD, parlementslid) in de Dáil Éireann.

## Biografie
Norma Foley is de dochter van oud-parlementariër Denis Foley; hij was TD voor Fianna Fáil (Kerry North) van 1981 tot 1989 en van 1992 tot 2002. Zij was docent op een middelbare school in Tralee.
Foley was voorheen lid van het lokale bestuur van het graafschap Kerry, voor de regio rondom Tralee (1994–2020). Ook was zij gemeenteraadslid in de gemeente Tralee, totdat deze werd opgeheven in 2014. Diverse malen nam zij deel aan de Ierse parlementsverkiezingen, maar ze werd pas verkozen bij de verkiezingen van 2020. In de Dáil Éireann vertegenwoordigt ze het zuidwestelijke district Kerry.
Na de formatie van de regering van de 33e Dáil Éireann werd Foley in juni 2020 benoemd tot minister van Onderwijs in het kabinet-Martin-Varadkar. Ze bekleedde deze functie ruim 4,5 jaar. Na de verkiezingen van 2024, waarbij ze herkozen werd als parlementslid, trad een nieuwe regering aan: het kabinet-Martin-Harris. Hierin verruilde Foley haar ministerschap van Onderwijs voor dat van Jeugd en Gelijkheid.